# 吉田享二
吉田 享二（よしだ きょうじ、1887年（明治20年）8月18日 - 1951年（昭和26年）4月29日）は、日本の建築家。建築研究者、工業教育者。
建築材料学の権威で、建築材料協会会長、日本建築学会会長などを歴任した。各地の都市計画にも携わる。建築材料学のほか建築設備学の草創期において、その研究は学界や業界標となる。終始、早稲田大学・同高校での教職と運営にあたる。

## 経歴
1887年（明治20年）兵庫県美方郡生まれ、旧姓は宮脇。1912年（大正元年）に東京帝国大学工学部建築学科を卒業し、早稲田大学理工学部建築学科に勤務。また母校の講師、早稲田大学助教授を経て1916年（大正5年）に同校教授。終始、早稲田大学・付属高校での教職と運営に当たる。1914年（大正3年）助教授。また東京の吉田家に養子に入り吉田姓に。1916年教授就任。1921年（大正10年）から翌年まで欧米留学し、帰国後に自身の建築設計事務所を開設。
北但馬地震（1925年、大正14年）後、城崎町の依頼により復興事業に関わり、RC造で不燃建築の城崎温泉一の湯・まんだら湯、城崎小学校等の設計を担当した。
早稲田で材料学の他に都市計画学の講義を担当。その他、建築設備研究会を設立。1931年（昭和6年) 建築設備総合協会会長。1932年「建築物の耐久性」で工学博士。1936年（昭和11年) 建築保全会社設立。
1939年（昭和14年）、1928年（昭和3年）開校の早稲田高等工学校校長就任。1943年（昭和18年)大東亜建築研究所理事長。木材工業協会会長。1947年（昭和22年）、日本建築学会関東支部設立に寄与し初代支部長に就任。1949年（昭和24年）から1年間、日本建築学会長を務めた。1950年（昭和25年)日本建築材料協会会長。

## 作品
- 毛利文庫
- 旧菅原電気商会（現：第一菅原ビル、1934年（昭和9年））
- 日本民藝館本館（柳宗悦への助言。1999年（平成11年）に国の登録有形文化財に登録）
- 尾崎家住居
- 京品ホテル（1930年（昭和5年）竣工）（取壊し）
- 工業技術院東京工業試験所（1922年（大正11年））（取壊し）
- 小野田セメント本社（1917年（大正6年） - 1926年）　ほか
- 安藤家住宅（1941年（昭和16年）竣工。2004年（平成16年）に国の登録有形文化財に登録）
- 小石川高等女学校
- 長崎日々新聞社
- 世田谷病院（1927年 - 1935年）
- 十文字女学校
- 久松閣温泉ホテル（1936年 - 1943年）

## 著作
- 「一般教科商店」『建築工学ポケットブック』建築学会 1929
- 「漆喰壁の知識」『建築学会パンフレット』3(10)
- 『建築物の耐久性』誠文堂 1932